# Li Gyong-hui
Li Gyong-hui (* 11. August 1967) ist eine ehemalige nordkoreanische Skilangläuferin und Shorttrackerin.
Li startete als Skilangläuferin international erstmals bei den Winter-Asienspielen 1986 in Sapporo. Dort gewann sie die Bronzemedaille mit der Staffel. Bei den Winter-Asienspielen 1990 holte sie jeweils die Bronzemedaille über 10 km klassisch und mit der Staffel. Bei ihrer einzigen Olympiateilnahme 1992 in Albertville lief sie auf den 53. Platz in der Verfolgung, auf den 51. Rang über 5 km klassisch und auf den 30. Platz über 15 km klassisch.
Im Shorttrack holte sie bei der Winter-Universiade 1991 in Sapporo Silber über 3000 m und bei der Winter-Universiade 1993 in Zakopane Bronze über 3000 m.